# The Ashlee Simpson Show
The Ashlee Simpson Show es un reality show acerca de la vida de la cantante Ashlee Simpson. La primera temporada, grabada entre 2003 y a mediados de 2004, se enfoca en los comienzos de su carrera como cantante y la grabación de su álbum debut, Autobiography. La segunda sesión, grabada entre 2004 y 2005, se enfoca en su carrera después del lanzamiento de su álbum.
El programa consiste en episodios de media hora, la primera sesión corrió en MTV en los Estados Unidos en el verano de 2004. El programa proveyó gran éxito y ayudó a establecer el reconocimiento de Ashlee Simpson, quien lazó su álbum el 20 de julio del 2004, un mes después de que el programa comenzara.

## Temporadas

### Temporada 1
1. "Ashlee Moves Onward and Upward" – 16 de junio de 2004
2. "Ashlee Verses Her Label" – 23 de junio de 2004
3. "Ashlee Rocks Ryan's World" – 30 de junio de 2004
4. "Valentine's Bummer" – 7 de julio de 2004
5. "Ashlee Strikes a Pose" – 14 de julio de 2004
6. "Ashlee Performs Live" – 21 de julio de 2004
7. "Ashlee Hits the Big Time" – 28 de julio de 2004
8. "Ashlee Goes Platinum" – 4 de agosto de 2004

### Temporada 2
1. "Ashlee Heads to the Big Apple" – 26 de enero de 2005
2. "Ashlee's Notorious Performance" – 2 de febrero de 2005
3. "Ashlee Turns 20" – 9 de febrero de 2005
4. "Ashlee Backs Up Her Vocals" — 16 de febrero de 2005
5. "New Female Artist of the Year" – 23 de febrero de 2005
6. "Jingle Ball Rock" – 2 de marzo de 2005
7. "Happy New Year!" – 9 de marzo de 2005
8. "The Orange Bowl" – 16 de marzo de 2005
9. "Puppy Love" – 23 de marzo de 2005
10. "The Show Must Go On..." – 30 de marzo de 2005